# Topologia discreta
Uno spazio topologico {\displaystyle X} ha la topologia discreta quando tutti i sottoinsiemi di {\displaystyle X} sono aperti. Le seguenti sono altre definizioni equivalenti:
- tutti i sottoinsiemi di {\displaystyle X} sono chiusi;
- tutti i punti di {\displaystyle X} sono aperti.

La topologia discreta è la più fine fra le topologie di un insieme. All'estremo opposto troviamo la topologia banale che è la meno fine. La topologia discreta può essere considerata come la "topologia naturale" di un insieme, in cui i punti sono tutti "staccati" l'uno dall'altro.

## Proprietà
- Assegnando ad ogni coppia di punti di un insieme la seguente distanza:

{\displaystyle d(x,y)={\begin{cases}0,&{\mbox{se }}x=y,\\1,&{\mbox{se }}x\neq y,\end{cases}}}
otteniamo così uno spazio metrico con topologia discreta (questa metrica si chiama metrica discreta). Quindi la topologia discreta è metrizzabile, ovvero indotta da una metrica.
- La topologia discreta soddisfa tutti gli assiomi di separazione.
- Ogni funzione definita su uno spazio discreto (a valori in un qualsiasi spazio topologico) è continua.
- Uno spazio discreto è totalmente sconnesso. Notiamo che esistono spazi totalmente sconnessi con topologia non discreta, ad esempio i numeri razionali o l'insieme di Cantor.
- Uno spazio discreto è compatto se e solo se è finito.
- Uno spazio discreto è omogeneo: i punti sono indistinguibili.
- Gli spazi discreti a meno di omeomorfismo sono classificati dalla loro cardinalità. Ad esempio, ogni spazio discreto numerabile è omeomorfo all'insieme dei numeri interi.